# 堵昇
堵昇（1435年—？），字文旭，浙江山陰縣人，錦衣衛軍籍，明朝政治人物。進士出身。

## 生平
早年出身國子生，后中举順天府鄉試第一百八名。成化十一年（1475年）乙未科會試第一百二十四名，殿試登進士第三甲第三十七名。历官参议。
曾祖父堵祥顯。祖父堵得名。父亲堵讓，曾任文思院副使。